# 괴산 도명산 마애불상군
괴산 도명산 마애불상군(槐山 道明山 磨崖佛像群)은 충청북도 괴산군 도명산 암벽에 새겨진 마애 삼존불이다. 1984년 12월 31일 충청북도 유형문화재 제140호로 지정되었다.

## 개요
충청북도 괴산군 청천면 도명산의 암벽에 새긴 불상으로 모두 3구의 불상을 선으로 표현하였다.
본존불은 얼굴 길이가 2m이며 이목구비가 시원스럽고 큼직하다. 사각형의 신체에는 선으로 새긴 U자형의 옷주름이 촘촘하게 표현되었다. 얼굴과 신체, 옷주름이 서로 유기적으로 관련되어 만들어졌다고 여겨지는데 이는 고려초에 유행하던 선으로 새긴 마애불상과 같은 경향을 보여준다.
오른쪽 보살상은 모습과 조각수법이 본존불과 비슷하다. 왼쪽 보살상은 타원형의 얼굴과 둥근 머리 등이 약간 도드라지게 새겨져 세련된 면을 보여주고 있다. 그러나 목 이하는 역시 선 위주로 새겼으며, 옷자락, 치마의 주름, 신체 굴곡 등에서 다소 곡선미를 엿볼 수 있다.
본존불은 현재 높이 9.1m 정도지만 깨진 부분까지 감안하면 15m가 넘는 것으로 보인다. 오른쪽 보살은 14m, 왼쪽 보살은 5.4m로 당대를 대표할 만한 거대한 삼존불(三尊佛)이다.

## 현지 안내문
이 불상은 ㄱ자로 꺽어진 암벽에 선각으로 조성되어 있다. 그 중 오른쪽 불상은 9.1m의 규모에 안면의 길이만도 2m에 이르며, 세 불상 중 가장 세련된 솜씨를 나타내고 있다. 양 어깨까지는 뚜렷한 선이 그어졌는데, 손갖춤모양은 분명하지 않다. 중앙의 또 하나의 불상은 더욱 커서 전체 높이 14m에 이르는 정면상으로 하반신까지는 선각으로 조성되어 있다.
또 다른 불상은 동떨어진 암벽에 조각되어 있는데 5.4m의 규모이며, 다른 부처와 달리 약간의 돋을새김 기법을 사용하여 곡선미의 세련된 면을 보여주고 있다.
이 마애불상은 고려 초기에 유행하던 선각 마애불상과 같은 경향을 보인다.

## 같이 보기
- 괴산 미륵산성 (사적 제401호)

## 참고 자료
- 괴산 도명산 마애불상군 - 국가유산청 국가유산포털